# Đồ Thư
Đồ Tuy (chữ Hán: 屠睢, bính âm: Tú Suī), các bản dịch hiện nay quen gọi là Đồ Thư, tướng nhà Tần chức Lâu thuyền tướng quân. Ông làm chủ tướng và tử trận trong cuộc chiến Tần-Việt.

## Đánh vào Việt và giành chiến thắng
Năm 218 TCN, Thủy Hoàng sai Đồ Thư chinh phục Bạch Việt, Đồ Thư lấy 50 vạn quân chia ra 5 đạo:
1. Đạo thứ nhất đóng ở đèo Đàm Thành, là đèo thuộc đất Thủy An trên núi Việt Thành, Ngũ Lĩnh, trên đường từ Hồ Nam xuống đông bắc Quảng Tây.
2. Đạo thứ hai đóng ở ải Cửu Nghi, ở phía đông bắc Quảng Tây giáp Hồ Nam
3. Đạo thứ ba đóng ở Phiên Ngung
4. Đạo thứ tư đóng ở Nam Dã
5. Đạo thứ năm đóng ở sông Dư Can

Năm 214 TCN, quân Thư thừa kế chiếm được đất Lục Lương, giết chết Dịch Hu Tống lập ra 2 quận Quế Lâm và Tượng (quận Nam Hải cũng thuộc Lục Lương, do đạo quân thứ 3 đánh chiếm). Từ đây, Đồ Thư tiếp tục thúc quân về phía nam. Quân ông cứ vậy đi  theo sông Tả Giang và sông Kỳ Cùng tiến vào vùng đất của người Âu Việt.

## Thua trận và chết
Sau khi Dịch Hu Tống tử trận, để tránh thế mạnh của quân Đồ Thư, người Việt rút vào rừng sâu, cùng nhau bầu thủ lĩnh mới để chống địch. Lúc đó, Thục Phán trở thành một thủ lĩnh Tây Âu đứng lên chống Tần. Người Việt đánh tập kích bất ngờ và dùng cung nỏ chống lại quân Tần, làm tổn thất nhiều binh lính của Đồ Thư. Khiến cho ông phải thua trận.
Cuộc chiến chống Tần của người Việt diễn ra trong nhiều năm. Quân ông tổ chức tấn công tiêu diệt không hiệu quả, dần dần lương thực bị tuyệt và thiếu, muốn tiến hay lui đều bị người Việt bủa vây đánh úp. Sử ký mô tả tình trạng quân ông:
| “             | Đóng binh ở đất vô dụng... Tiến không được, thoái không xong. Đàn ông mặc áo giáp, đàn bà phải chuyên chở, khổ không sống nổi. Người ta phải thắt cổ trên cây dọc đường. Người chết trông nhau | ” |
| — Tư Mã Thiên | |   |

Theo Hoài Nam tử, Đồ Thư bị giết, quân Tần thây phơi máu chảy vài mươi vạn, nước Tần phải lấy tù nhân bị lưu đày để bổ sung quân đội. Sau này, Tần Thủy Hoàng lấy Nhâm Hiêu thay Đồ Thư làm chủ tướng, tiếp tục đánh dẹp, đến năm 214 TCN thì bình định xong Lĩnh Nam.